# M97 (nébuleuse)
Pour les articles homonymes, voir M97.
M97 (NGC 3587), parfois appelée nébuleuse du Hibou ou de la Chouette, est une nébuleuse planétaire située dans la constellation de la Grande Ourse. M97 a été découverte par l'astronome français Pierre Méchain en 1781.

## Historique des observations
Charles Messier l'a inscrite à son catalogue peu de temps après sa découverte, soit le 24 mars 1781. Messier mentionne aussi deux autres nébuleuses dans la région que Méchain et lui-même ont observées, soit M108 et M109.
William Herschel a observé M97 à trois reprises. En 1789, il l'observa avec un télescope de 20 pieds (longueur focale). Il l'a décrite comme un globule considérablement brillant, mais d'égale intensité lumineuse, avec un bordure plus pâle, de diamètre d'environ 3'. D'après lui, cet objet est très distant, car il ne pouvait le résoudre avec ce télescope.
John Herschel a observé M97 le 10 février 1831. Il l'a décrite comme un large disque nébuleux uniforme, très rond, très brillant, mais pas très bien défini, qui s'évanouit très rapidement dans l'obscurité. Un objet des plus extraordinaire. Herschel a inscrit M97 dans son catalogue sous la désignation GC 2343.
Charles Piazzi Smyth a observé M97 le 16 mars 1837. Sa description est semblable à celle de John Herschel, mais il ajoute que la taille de M97 ressemble à celle de Jupiter.

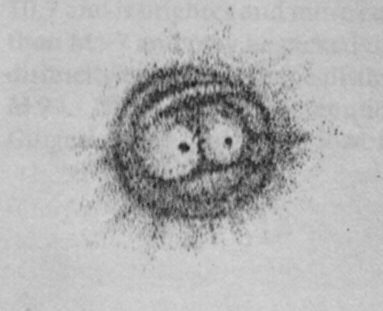
Le dessin de M97 par lord Rosse.

William Parsons (lord Rosse) a dessiné la nébuleuse en 1848 et il la décrit ainsi « deux étoiles considérablement espacées dans la région centrale, une pénombre sombre autour de chaque disposition en spirale, avec des étoiles comme centres d'attraction apparents ». Les étoiles apparaissent dans deux endroits plus sombres, et c'est cette caractéristique qui a inspiré le nom de nébuleuse du Hibou à Rosse.
Thomas William Webb (en) a aussi observé cette nébuleuse. Il a écrit qu'avant 1850, il y avait deux étoiles dans chacune des ouvertures (les yeux du hibou de Rosse), mais que depuis il n'y en avait qu'une seule.
William Huggins a réalisé un spectre de M97. Il observé deux raies spectrales, notant qu'un spectre continu était peu probable. Il a ainsi reconnu la nature gazeuse de M97.
John Dreyer a inscrit la nébuleuse dans son catalogue sous la désignation NGC 3587 en la décrivant comme un remarquable nébuleuse planétaire, très brillante, très large, ronde très graduellement et soudainement très brillante vers le centre, d'un diamètre de 150".
Une photographie de M97 a été réalisée par Heber Doust Curtis à l'aide du télescope Crossley de l'observatoire Lick. La photo publiée était accompagnée du commentaire suivant : « La nébuleuse de la Chouette agrandie 4,0 fois à partir d'un négatif de 4h 12m de temps d'exposition. L'étoile centrale est visible et sa magnitude visuelle est de 14 (Burnham), d'environ 12m photographiquement. .

## Observation
Avec une magnitude visuelle apparente de 9,9, M97 est visible dans des jumelles dont l'ouverture est d'au moins 80 mm ou dans un petit télescope. Son apparence est alors celle d'une pâle sphère de lumière. Pour voir la forme du hibou et ses deux « yeux «, on doit utiliser un télescope dont l'ouverture est d'au moins 250 mm.

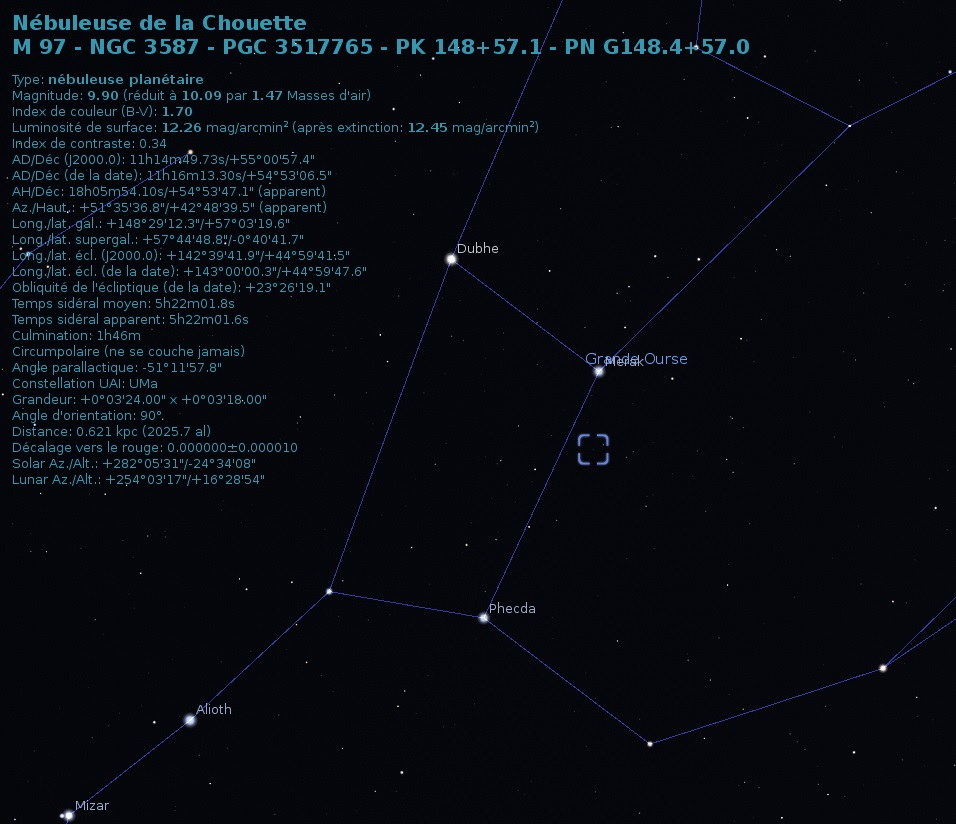
Localisation de NGC 3587 dans la constellation de la Grande Ourse. (Stellarium)

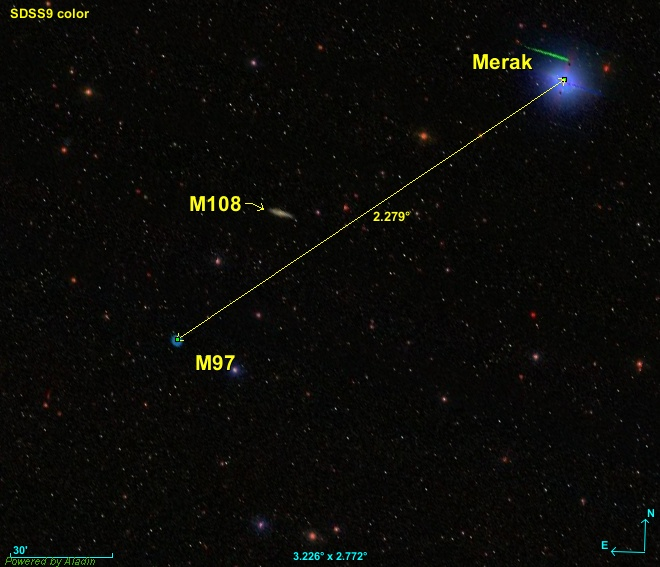
Position de NGC 3587 par rapport à une étoile.

M97 est située à environ 2,3 degrés au sud-est de l'étoile Beta Ursae Majoris (Merak). La galaxie M108 est près de M97, à environ 50' au nord-ouest.

## Caractéristiques

### Distance, taille et vitesse
Le logiciel en ligne Aladin Lite permet de consulter les données astronomiques de plusieurs catalogues, dont le « GAIA EARLY DATA RELEASE 3 (GAIA EDR3) ». La parallaxe de M97 est égale à 1,234 7 ± 0,046 1 mas, ce qui correspond à une distance de 810 +31
−29 pc.
La taille apparente de la nébuleuse est de 2,83′,, ce qui, compte tenu de la distance et grâce à un calcul simple, équivaut à une taille réelle de 2,17 ± 0,08 al. Gonzalez et ses collègues évaluent de rayon de la nébuleuse à environ 0,405 pc (∼1,32 al), soit un diamètre de 2,64 al.
Une seule valeur de la vitesse est indiquée sur la base de données Simbad, soit 8,0 ± 5 km/s.

### Structure
Des images détaillées montre une structure complexe de coquilles, dont la coque intérieure est légèrement allongée. Il est probable que sa vraie forme est un tore cylingrique multicoque que l'on voit obliquement. Les « yeux » du hibou sont les extrémités du cylindre,. La structure multicoque a probablement été formée par les éjections successives de l'étoile mourante. En fait, M97 est constituée de trois conquilles concentriques, la plus externe ayant la forme d'un arc.
Le halo de M97 a été découvert en 1991 par Karen B. Kwitter. Kwitter et ses collègues ont d'ailleurs découvert le halo de 14 autres nébuleuses planétaires en utilisant des filtres à bande étroite et le télescope Burrell Schmidt de l'observatoire de Kitt Peak.

### Étoile centrale, masse et âge
Selon Corradi et ses collègues, la température de l'étoile centrale est de 105 kK et sa luminosité est de 63 {\displaystyle L_{\odot }}. La masse totale de la nébuleuse est d'environ 0,15 masse solaire, tandis que l'étoile centrale, une naine blanche, aurait une masse estimée entre 0,55 et 0,6 masse solaire.
Selon une récente publication (2019), la magnitude visuelle de cette étoile est égale à 15,74 et sa masse est inférieure à 1 {\displaystyle M_{\odot }}. Sa température de surface atteint les 93 kK ({\displaystyle Log(T_{eff})=4,97}) et sa luminosité est égale à 95 {\displaystyle L_{\odot }} ({\displaystyle Log(L/L{\odot })=1,98}). L'étoile est de type spectral DAO, c'est-à-dire qu'il s'agit d'une naine blanche riche en hydrogène et en hélium dont le spectre présente des raies de l'hélium.
L'âge cinématique d'une nébuleuse planétaire peut être estimé à partir de sa vitesse d'expansion. Selon González-Santamaría et ses collègues, la vitesse d'expansion de NGC 3587 est de 34 km/s, ce qui lui confère un âge cinématique de 7,8 milliers d'années. Toujours selon ces auteurs, il s'est écoulé environ 155 000 ans depuis que l'étoile a quitté la branche asymptotique des géantes et que la nébuleuse l'enveloppant a atteint 1% de la masse du progéniteur.
La masse totale de la nébuleuse est d'environ 0,13 masse solaire et sa densité est de l'ordre de 100 particules par mètre cube,, autour d'un dixième de la moyenne des autres nébuleuses planétaires. Ce serait un indice sur le grand âge de la nébuleuse, étant donné qu'avec le temps elle s'est considérablement étendue et que ses gaz se sont raréfiés.

## Galerie

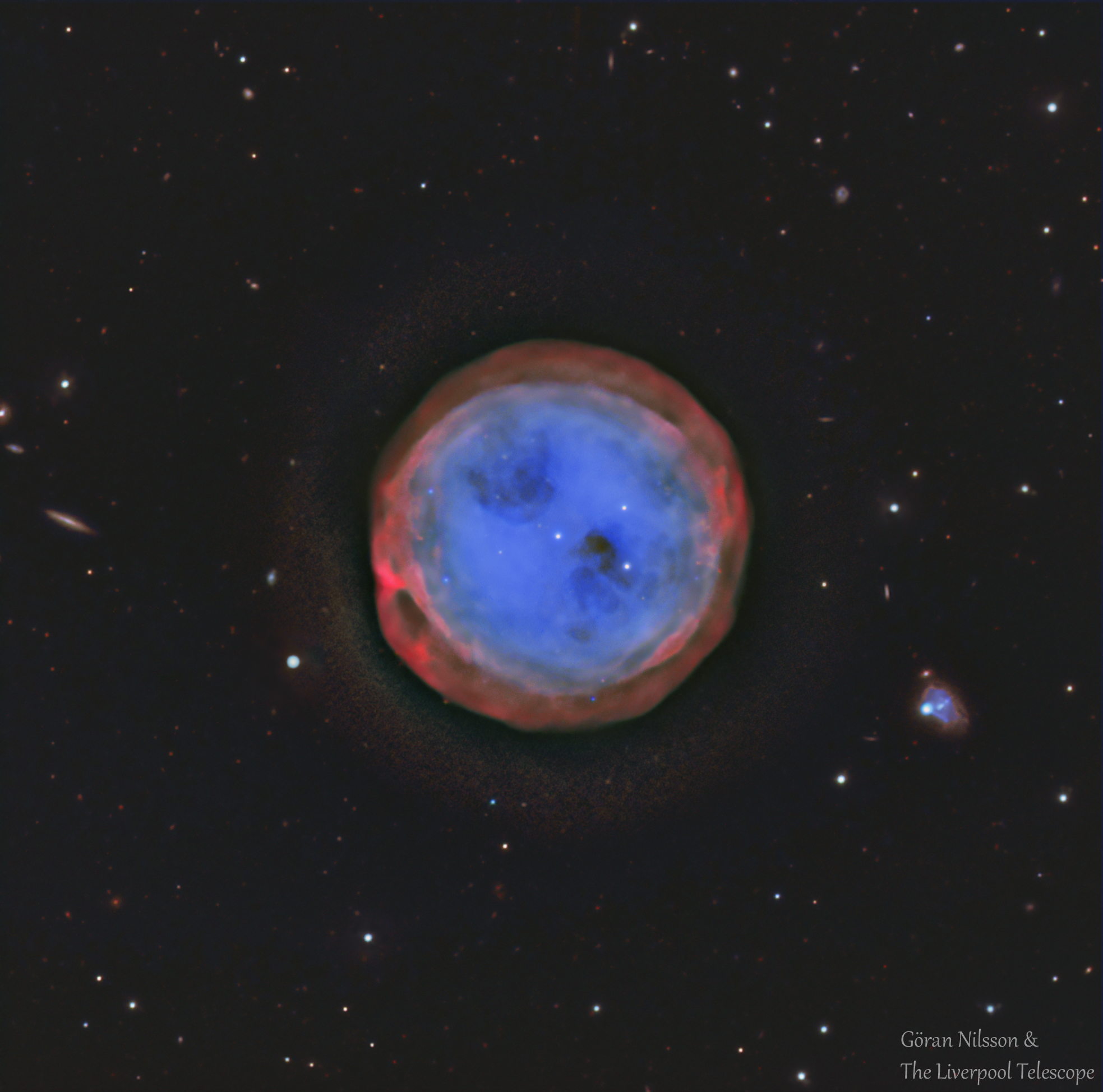
La nébuleuse du Hibou par Goran Nilsson et le télescope Liverpool de l'Observatoire du Roque de los Muchachos sur l'île de Palma.
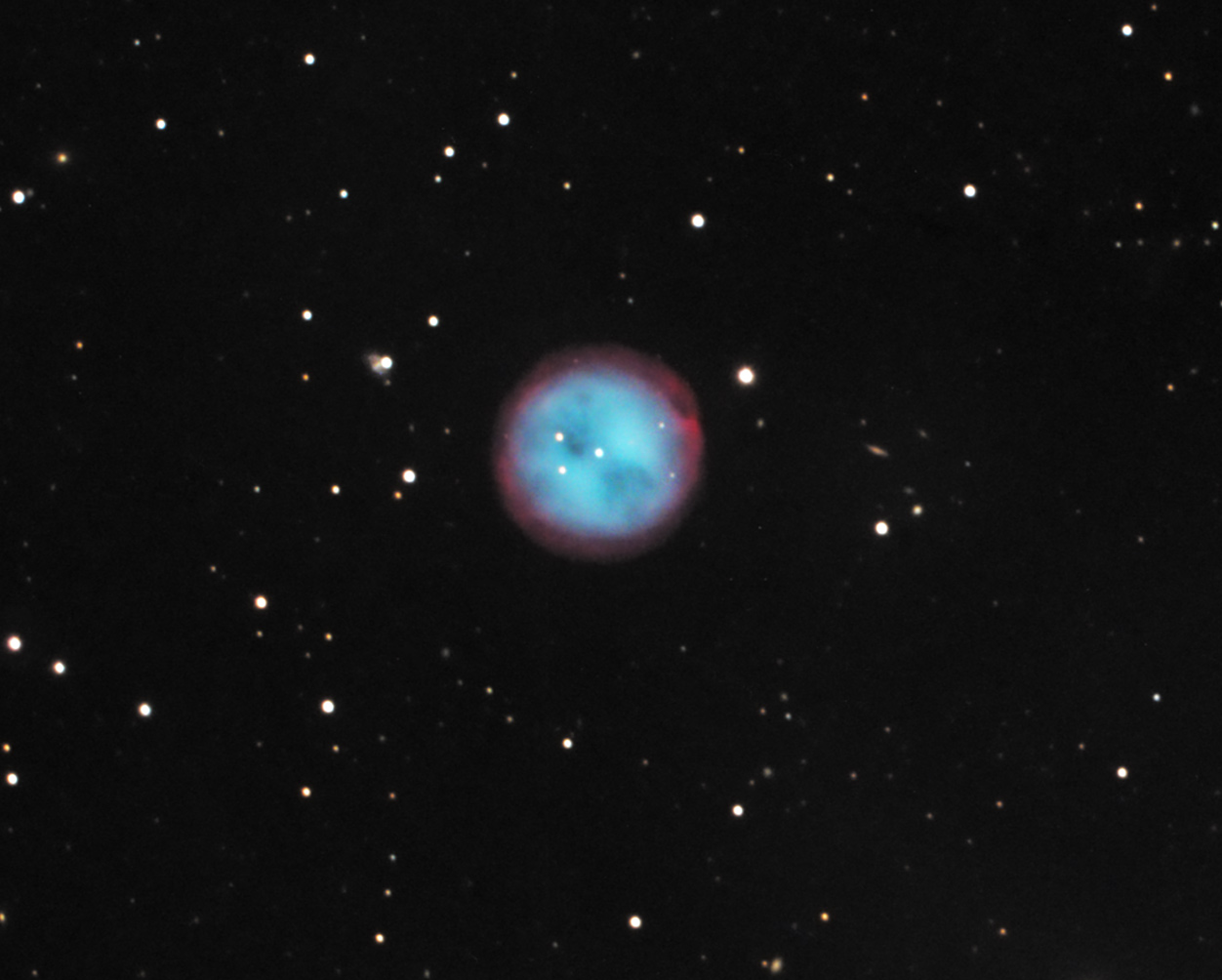
M97 Stargazer Observatory.
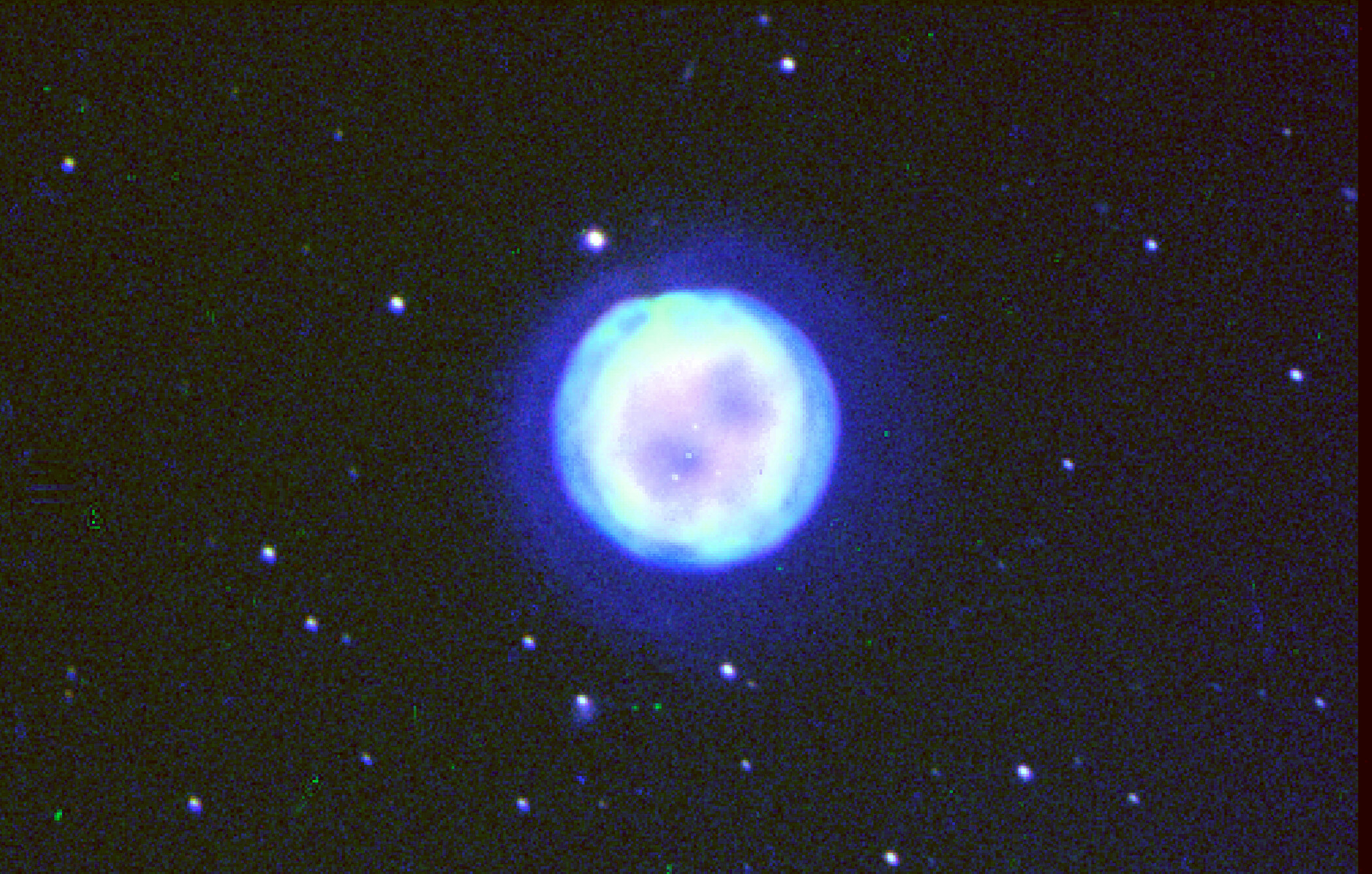
Image crée à travers trois filtres à bande étroite et le télescope Burrell Schmidt de l'observatoire de Kitt Peak.
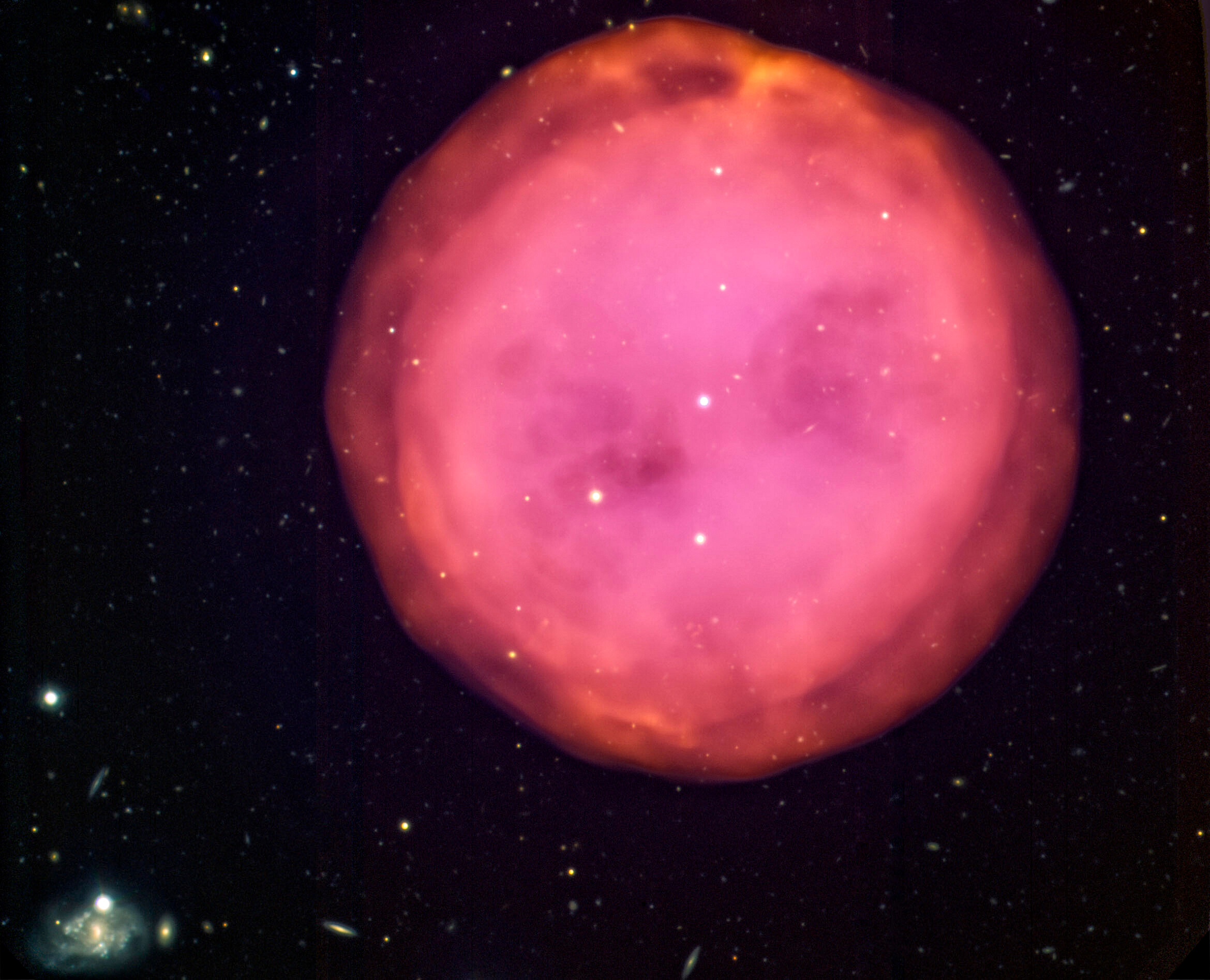
M97 imagée par le spectromètre multi-objet (en) de l'observatoire Gemini North.
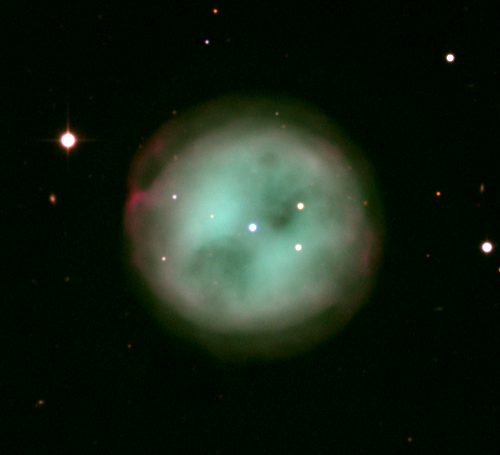
Image captée par le télescope de 0,9 mètre de l'observatoire de Kitt Peak (NOIRLab/NSF/AURA).
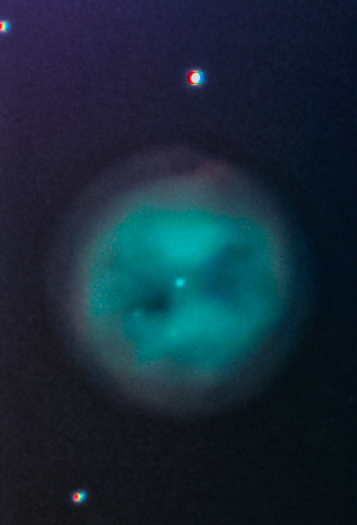
M97 captée par un astronome amateur.